# 臼井氏
臼井氏(うすいし)は、日本の氏族。

## 概要
桓武平氏良文流千葉氏の千葉常兼の六男である臼井常康(常安とも)が、下総国臼井庄に因んでその名字を冠したことを起源とされる。
領地の臼井郷を中心に、領地ではないが神保氏の領地であった萱田神保御厨の開発にも携わっていた。

## 城の存在
臼井氏が根拠城とした臼井城は、1561(永禄4)年に里見側の正木信茂に落城されたが、その支城として志津城(千葉県佐倉市)，岩戸城，師戸城(いずれも千葉県印西市)をもち、臼井氏はここに重臣などを派遣していた。